# Якір

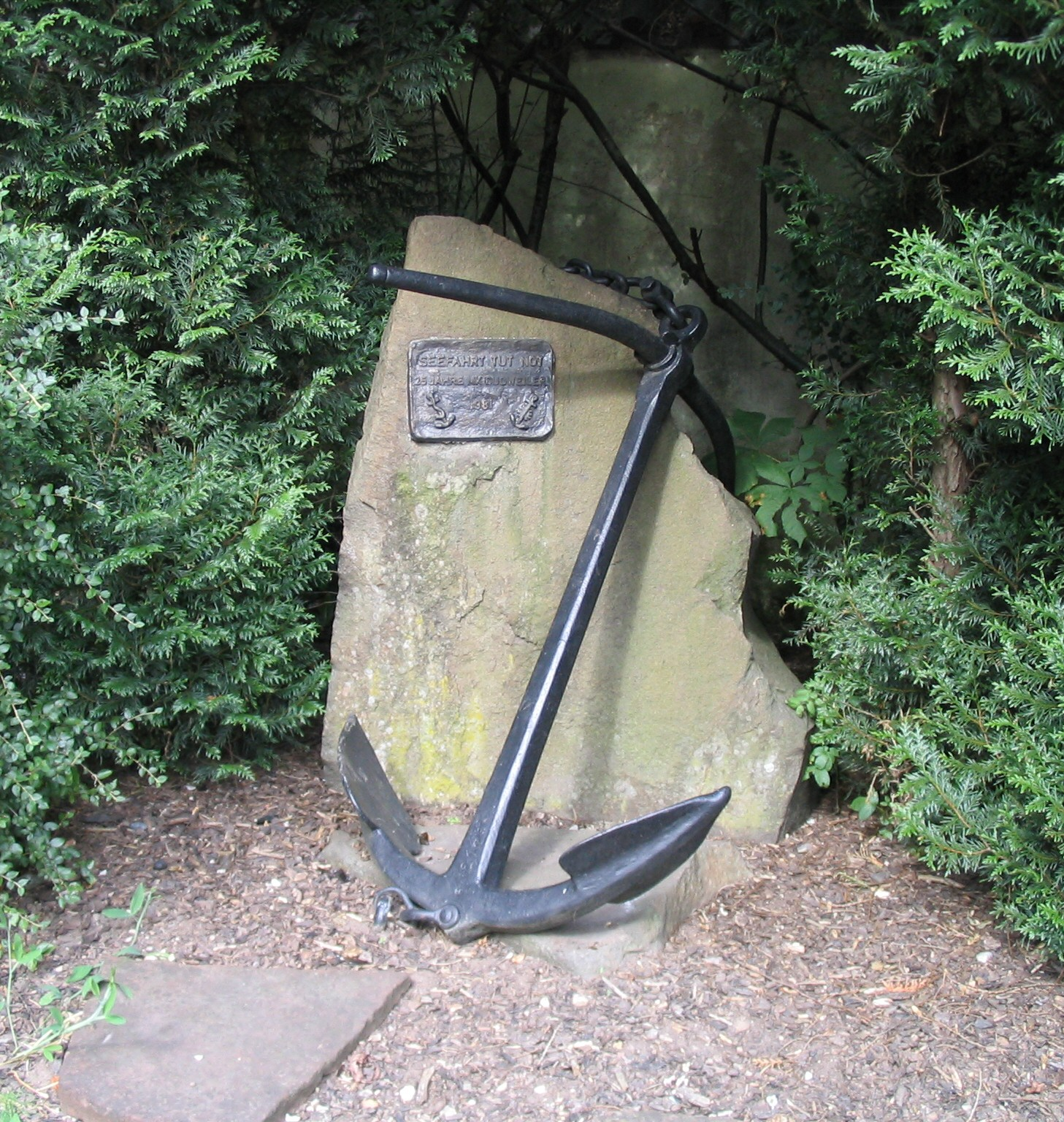
Якір судновий

Я́кір, або кі́тва́, кі́тви́ця — пристосування для утримання судна чи іншого плавзасобу на місці при стоянці за рахунок взаємодії з ґрунтом чи льодом. З'єднується із судном якірним ланцюгом. Тримна сила якоря в середньому в 10—12 разів більше його ваги.

## Етимологія
Слово якір (д.-рус. якорь) є запозиченням з германських мов: від дав.-шв. akkare < лат. ancora < грец. αγκύρα, яке виводять з праіндоєвроп. кореня *ank- («щось зігнуте»). Синонім кітва, кітвиця походить від прасл. *koty (род. відм. *kotъve), утвореного від *kotъ — «кіт» (пор. «кішка», «кішки»).
Також словом «кітвиця» (також вживалася форма «китвиця»), згідно зі словником Грінченка, називали дошки, по яких скочували віз до річки, щоб поставити його на дуб (великий човен) для переправи.

## Історія

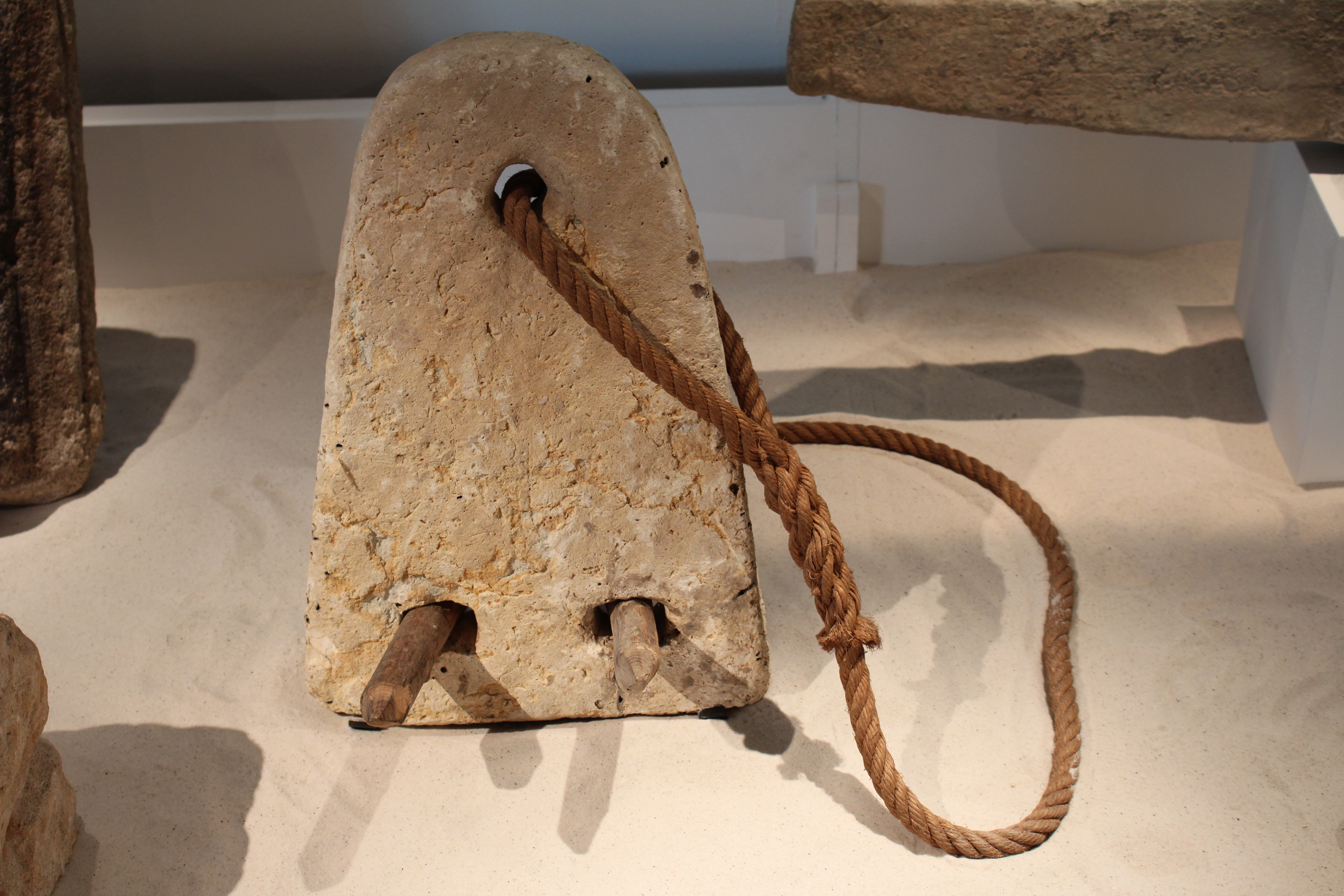
Античний кам'яний якір

Примітивні якорі являють собою камені з прив'язаними гілками. Грибоподібні якорі використовували греки вже близько 400 р. до н. е.: вони складалися з плескуватого каменя з отвором у центрі і з трикутним рим-болтом на тренді для звільнення від дна при підйомі. В античній поезії якорі називаються «зубами» (дав.-гр. ὀδὁντες, лат. dentes). Винахід якорів із рогами (зубами) Пліній Старший приписував тускам, але Павсаній віддавав пріоритет Мідасу, цареві Фригії. Первісно якорі мали один ріг (у греків вони були відомі як дав.-гр. ἑτερόστομοι — «однозубі»), потім був доданий другий ріг: згідно з Плінієм, Евпаламом, згідно зі Страбоном — скіфським філософом Анахарсісом. Якорі з двома рогами називалися в греків ἀμϕἱβολοι чи ἀμϕἱστομοι і судячи з пам'яток, мало відрізнялися формою від сучасних, за винятком того, що вони не мали штока. Кожен корабель мав кілька якорів, найбільший, що відповідав бухту, використовувався тільки у випадку крайньої небезпеки, тому називався «сакральним», «священним» (дав.-гр. ἱερά, лат. sacra): звідси й приказка sacram anchoram solvere («кинути сакральний якір»), тобто вдатися до останнього засобу порятунку.
Римські залізні якорі відомі з республіканського періоду. Первісно вони повторювали раніші дерев'яні зразки зі знімними свинцевими штоками. З часом форма рогів змінилася, щоб забезпечити легше видобування якоря з піщаного чи мулястого дна. Ближче до кінця періоду Античності штоки стали робити невід'ємними від веретен.
Скандинави надавали форми, аналогічної римській, залізним якорям з дерев'яними штоками близько 700 р. н. е. Кінці рогів цих якорів мали плескувату форму.

## Будова

Будова адміралтейського якоря: A — скоба, B — голова, C — шток, D — веретено, E — носок, F — ріг, G — тренд, H — лапа.

Якір складається з веретена — залізного стрижня круглого, чотирикутного чи хрестоподібного перерізу, до одного з кінців якого кріпляться роги — кілька вигнутих стрижнів (на грибоподібних якорях замість рогів використовується кругла опукла пластина). Роги закінчуються лапами — загостреними розширеннями, наконечники лап називаються носками. Нижня потовщена частина веретена, де кріпляться роги, називається тренд, у ньому може бути отвір для буйрепа. Нижня грань тренда називається п'яткою. У верхній частині веретена перпендикулярно площині лап встановлюється шток — поперечний стрижень чи брус (на деяких типах якорів може бути відсутнім). Шток може бути прибираним (для зручності зберігання в похідному положенні), в такому разі в робочому положенні він фіксується перпендикулярно до веретена спеціальною чекою. Верхній кінець веретена має голову — потовщення, де зроблено отвір, куди вставлена скоба або рим, до якої кріпиться якірний ланцюг чи канат.
На деяких типах якорів (так званих «патентованих») з'єднання рогів з трендом шарнірне, завдяки чому вони є рухомими. У цьому випадку між веретеном і трендом розташовується коробка — розширення, де й розміщається шарнір (у вигляді осі або кульовий). На коробці і лапах можуть бути приливки, що сприяють правильній орієнтації якоря на ґрунті.

## Види

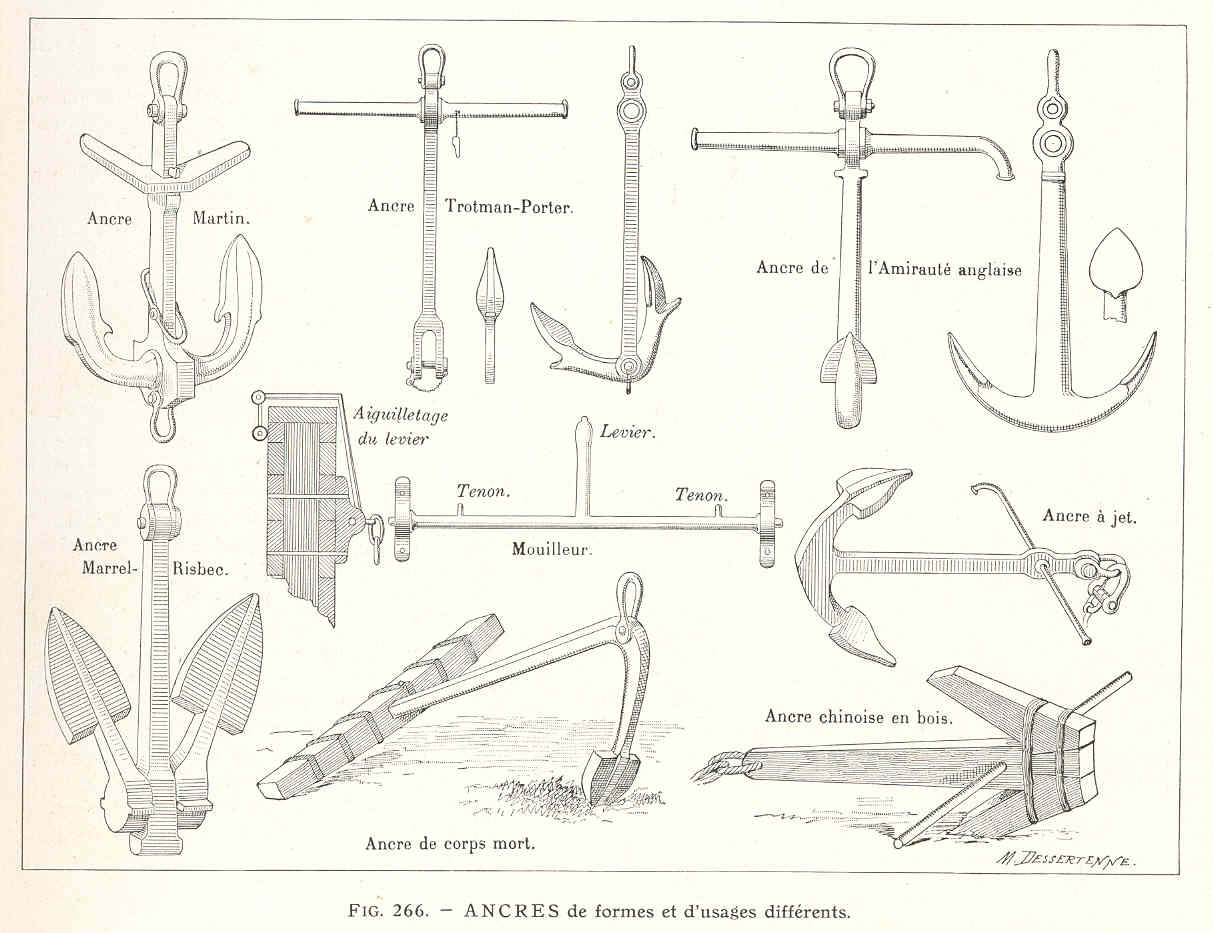
Види якорів (зліва направо): Мартіна, Тротмана-Портера, англійський адміралтейський, Марреля-Рібека, однорогий адміралтейський, верп і китайський дерев'яний якір (у центрі якірна машинка)

Залежно від призначення якорі діляться на станові́ (призначені для якірної стоянки) і допоміжні. Перші призначені для утримання судна на місці. Допоміжні служать спільно зі становими для утримання корабля в певному положенні щодо хвилі, вітру або течії. Діляться на стоп-анкери (1/2 ваги станового якоря), які утримують судно з корми і верпи, призначені для стягання з мілин (1/3 ваги станового якоря). Стоп-анкери, як і верпи, можуть використовуватися для стягання судна з мілини. Для тралення дна з метою підйому затонулих речей застосовуються невеликі якорі-кішки. Шлюпковий якір називається дрек, а дрековий канат — дректов.
На старовинних кораблях було до 10 якорів: лівий становий — даглікс, правий становий — плехт, перший запасний — бухт (найбільший з якорів, застосовувався в разі, якщо станові не могли утримати судно), другий запасний — той, третій запасний — шварт (зберігався у трюмі), кілька верпів різних розмірів (найбільший з них називався стоп-анкером). На річкових суднах другий за розміром якір називається підпускним.
За конструкцією розрізняють якорі дворогі, однорогі (якір Брюса, якір-плуг, льодовий якір, однорогий адміралтейський якір), три- і чотирирогі, безрогі (окремі види мертвих якорів, грибоподібний якір), штокові і безштокові, з нерухомими і поворотними лапами й ін.

### Штокові якорі

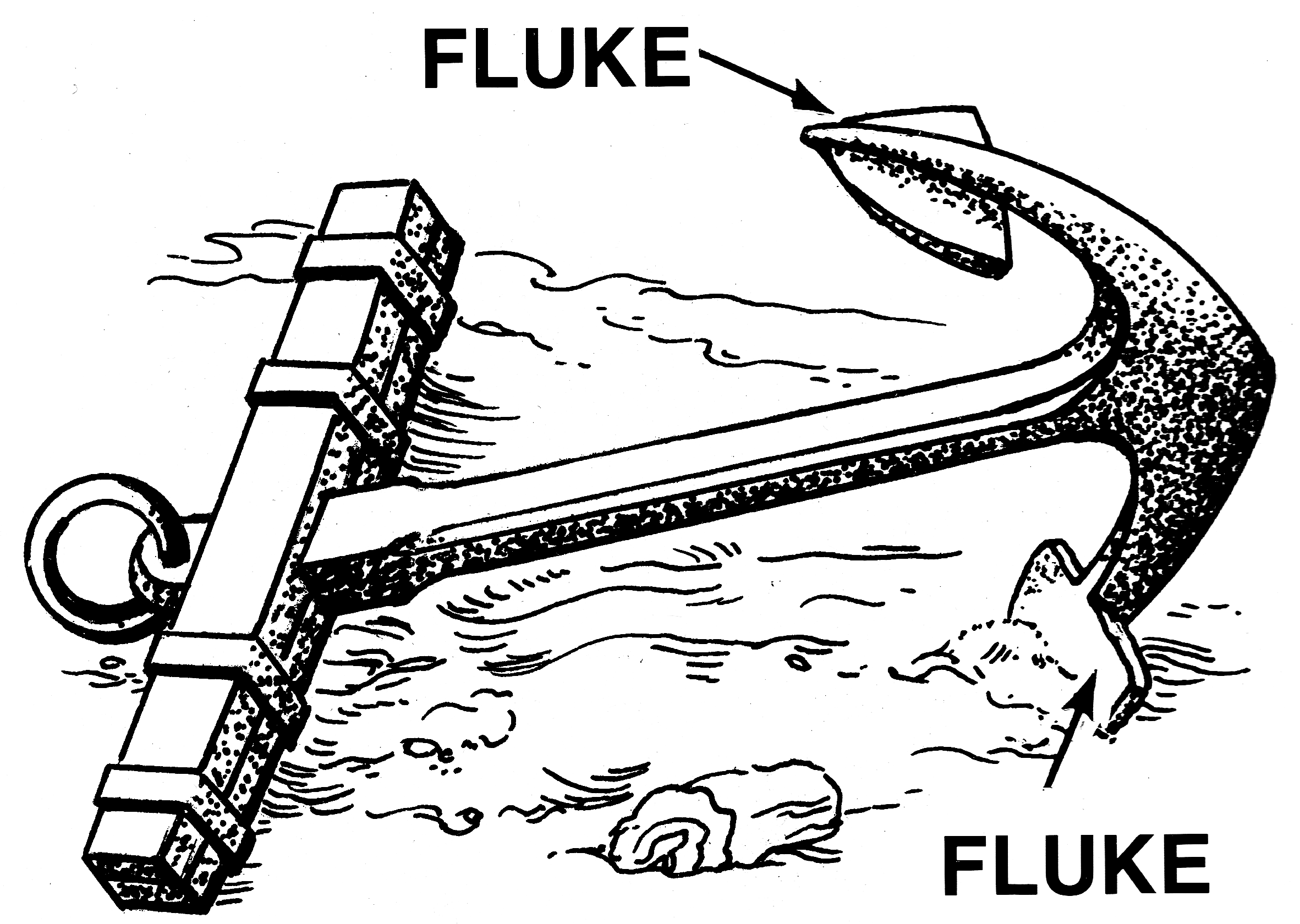
Принцип дії штокового якоря (на прикладі адміралтейського)

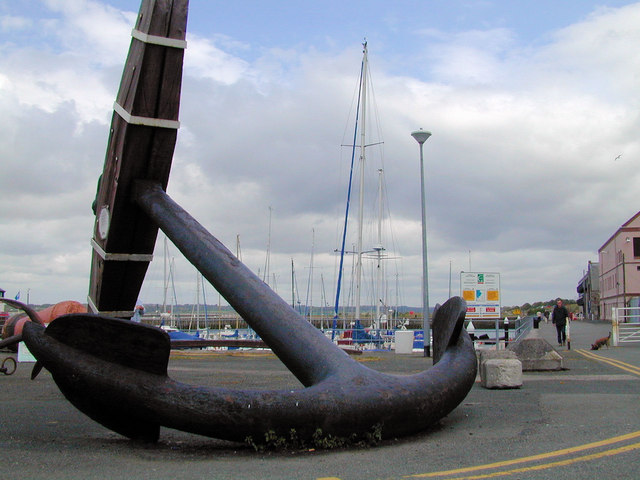
Адміралтейський якір з дерев'яним штоком

У якорів цього типу належне положення на ґрунті досягається застосуванням штока, закріпленого в площині, перпендикулярній площині розташування рогів і лап (у якорів з рухомими лапами шток розташований в площині лап). Утворене штоком і веретеном перехрестя лягає на ґрунт, а перпендикулярний до площини перехрестя ріг заглиблюється в дно. Якорі Тротмана і Портера мають роги з шарнірами, але принцип їх дії не відрізняється від такого в адміралтейського якоря. Якорі Денфорта, Нортхілла і Мартіна споряджені рухомими лапами (тобто є «патентованими»), і їхні штоки розташовуються в площині лап, тому принцип їх дії аналогічний принципу більшості безштокових якорів, шток у них грає допоміжну роль.
| Зображення | Назва                | Опис |
| ---------- | -------------------- | --- |
|            | Адміралтейський якір | Якір європейського походження з'явився приблизно в XIII–XVIII сторіччях. Це важкий кований сталевий якір, зі сталевою скобою вгорі і дерев'яним штоком над нею. Скоба кріпиться болтом, продітим через отвір у голові. Приблизно до 1700 р. шток складався з одного шматка дерева, а пізніше його стали виготовляти, як правило, з двох дерев'яних брусків, з'єднаних сталевими смугами (бугелями); шток охоплював його зовні, як у римського якоря. У сучасних адміралтейських якорів штоки здебільшого металеві, з роз'ємним з'єднанням: шток вставляється в отвір нагорі веретена і фіксується чекою. Для закріплення штока верхня частина веретена споряджена виступами — заплічками. Для застосування як мертвого якоря адміралтейський виконується однорогим: щоб кораблі на мілководді не зачіплялися за верхню лапу. |
|            | Якір Роджера         | Запропонований 1830 року. Являє собою адміралтейський якір з прибираним залізним штоком. |
|            | Якір Портера         | Складається з тих же частин, що й адміралтейський якір, але роги якоря Портера з'єднані з веретеном з'єднувальним болтом і можуть хитатися в сторони, перпендикулярні площині штока. На ґрунті якір Портера перевертається штоком на лапу так само, як і адміралтейський, але коли його нижній ріг заривається в ґрунт, верхній притискається внутрішньою стороною лапи до веретена. Вдосконалений варіант називається якорем Тротмана. |
|            | Якір Тротмана        | У 1846 р. англієць Тротман змінив будову лапи якоря з хитними рогами конструкції Портера, а саме — збільшив площу шпори, приваривши її не до зовнішньої кромки рога, а безпосередньо до нижньої сторони лапи. З 1850 року якір з хитними рогами стали називати якорем Тротмана. |
|            | Якір Денфорта        | Винайдений американським інженером Річардом Денфортом. Має довге веретено і плоскі лапи трикутної форми. При падінні на дно він закріплюється не у верхньому пухкому шарі ґрунту (як, наприклад, якір Холла), а йде глибше і досягає щільніших ґрунтів, наприклад, глини, де надійно утримує. Подовжений шток розташований у нижній частині і служить стабілізатором, запобігаючи перекиданню якоря набік. |
|            | Якір Мартіна         | Якір з рухомими рогами і плоским, широким і коротким штоком. |
|            | Якір Нортхілла       | Винайдений американським інженером Нортхіллом у 1935 році. Працює за принципом класичного адміралтейського, але його шток розташований у тренді (як у якоря Денфорта) і не тільки сприяє повертанню веретена в належне положення, але й збільшує тримну силу. |
|            | Якір LWT             | Якір LWT (англ. lightweight — «легковажний») являє собою модифікацію якоря Денфорта. Має полегшену конструкцію, лопатеподібні лапи загострені і максимально наближені до веретена, що уможливлює якорю глибоко йти в ґрунт. На тренді розташований шток, що виконує роль стабілізатора, запобігаючи перекиданню якоря при протягуванні по дну. |

### Безштокові якорі

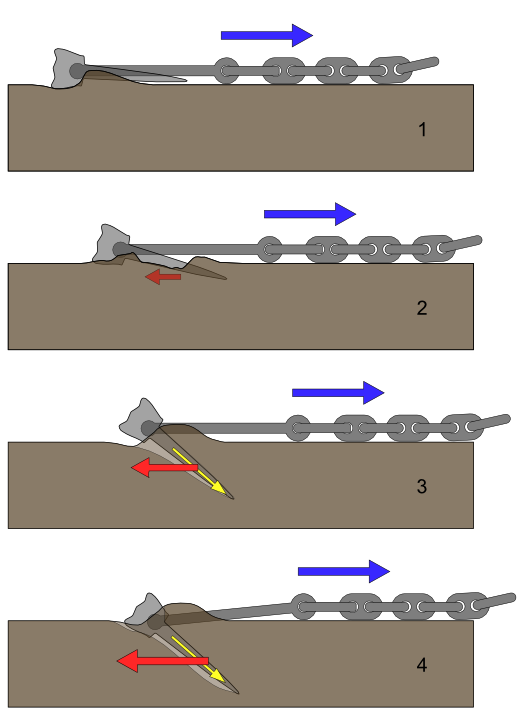
Принцип дії безштокового якоря з рухомими лапами

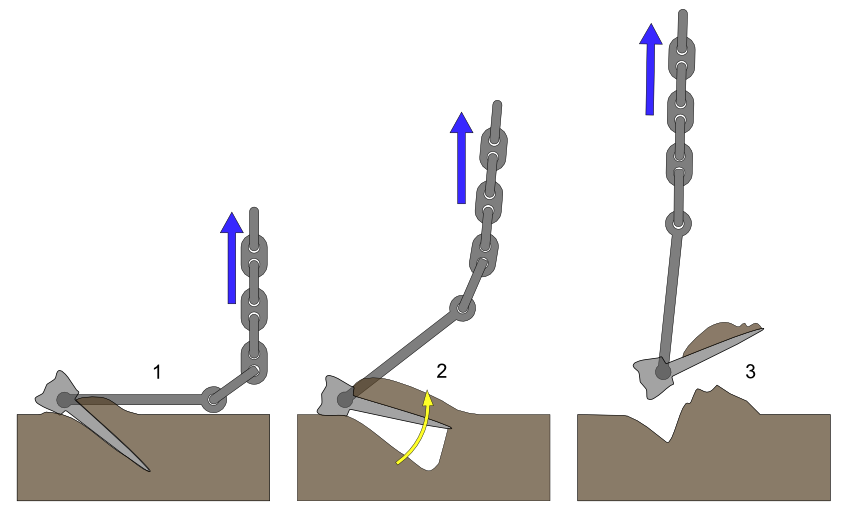
Вибирання безштокового якоря з рухомими лапами

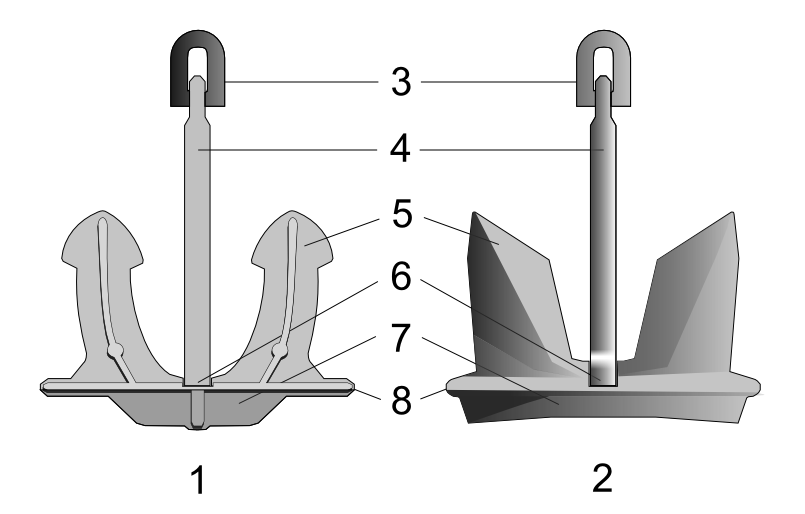
Будова безштокового якоря на прикладі якорів Денні (ліворуч, 1) та AC-14 (праворуч, 2): 3 — скоба, 4 — веретено, 5 — лапи, 6 — шарнір, 7 — тренд, 8 — приливок.

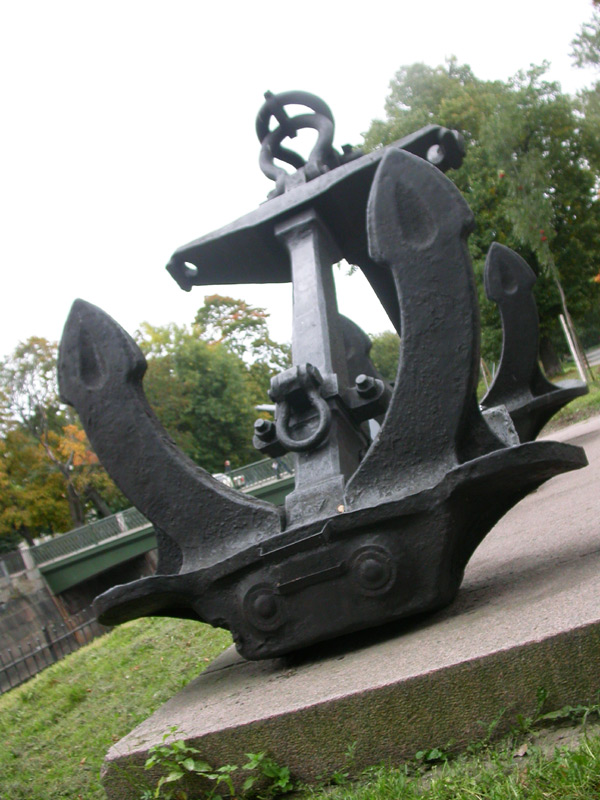
Ранній варіант якоря Холла (зі штоком)

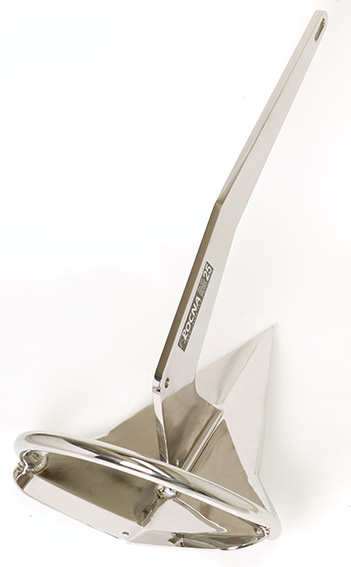
Якір «Рокна»

Якорі без штока зручні при прибиранні, оскільки цілком входять у клюз і не потребують фіш- і кат-балок. Проте, їхнім недоліком є те, що при розвертанні судна, якщо натяг якірного ланцюга здійснюється в сторону від напрямку веретена, вони вивертаються однією лапою з ґрунту, що дуже послаблює їх тримну силу. Навіть при прямій тязі якірного ланцюга обидві лапи можуть у ґрунті зустріти неоднаковий опір і якір почне розвертатися на лапі, що зазнає більшого опору, а лапа, що зазнає меншого, вивернеться з ґрунту. Безштокові якорі можуть бути кількох типів.
Найбільш поширеною є конструкція з лапами, що одночасно повертаються на шарнірі під кутом до веретена (так звані «патентовані якорі»). Уперше ідею такого якоря запропонував англійський якірний майстер Гоукінс (R. F. Hawkins) у 1822 році (за 30 років до затвердження адміралтейського якоря), але недосконалість конструкції викликала слабке утримання якоря в ґрунті, внаслідок чого проєкт Гоукінса не був прийнятий Адміралтейством. У 1852 році з'явився досконаліший якір Фердінанда Мартіна.
Однорогі безштокові якорі включають якорі типу Брюса та якорі-плуги. Грибоподібні якорі замість рогів мають круглу опуклу пластину.
Не мають штоків і якорі з трьома, чотирма і більшим числом рогів: їхня конструкція забезпечує лягання якоря на ґрунт однією з лап донизу.
| Зображення | Назва              | Опис |
| ---------- | ------------------ | --- |
|            | Якір Ансальдо      | Схожий на якір Баєрса, відрізняється від нього злегка вигнутими лапами, з ребрами жорсткості, що надають їм ножеподібної форми. |
|            | AC-14              | Розроблений наприкінці 1950-х років за завданням британського Адміралтейства. Має довгі вузькі лапи, наближені до веретена, і сплощено-обтічну форму, що уможливлює якорю глибше зариватися в ґрунт. Цьому сприяють також злегка скошені вниз виступи штока коробки, що створюють мінімальний опір при входженні якоря в дно. Лапи можуть відкидатися від веретена під кутом 35 градусів. |
|            | Якір Баєрса        | Коробка якоря лита, несе лапи і не має великих захватів, які виступають під прямим кутом. Скоси коробки надають їй обтічної форми і уможливлюють якорю краще зариватися в ґрунт. Краї лап якоря посилені окантувальними ребрами жорсткості, що надає конструкції достатню міцність, необхідну для безпечного падіння на кам'янистий ґрунт. |
|            | Якір Болдта        | Запатентований у 1898 році інженером Фредеріком Болдтом і був затверджений американським бюро судноплавства як типовий для військових кораблів США. Має довгі (більше половини довжини веретена) і досить широкі лапи, які уможливлюють йому швидко і глибоко зариватися в ґрунт. Лапи здатні відхилятися від веретена під кутом 45 градусів. Веретено якоря закінчується кулею, яка за допомогою кульового шарніра рухомо з'єднується з литою коробкою: таке з'єднання уможливлює щільніше притиснути до борту корабля втягнутий у клюз якір. |
|            | Якір Брюса         | Розроблений шотландською фірмою «Bruce anchor ltd.». Однорогий якір з плоскою лапою (іноді шарнірним з'єднанням рога і веретена). Плоска лапа якоря Брюса забезпечена своєрідними загинами, що уможливлюють йому зариватися в ґрунт навіть у разі падіння на дно боком. Внутрішня сторона веретена цього якоря, повернена до лапи, загострена подібно різальній крайці меча, уможливлюючи йому легко входити в ґрунт. Великі якорі Брюса застосовуються як мертві (аналогічно однорогим адміралтейським), якорі менших розмірів — як становий для маломірних суден (катерів, буксирів, яхт, човнів). |
|            | Якір Грузона       | Схожий на якір Холла, але відрізняється масивнішим трендом і іншим способом з'єднання веретена з коробкою. |
|            | Якір Денні         | Схожий на якір Холла, але відрізняється формою тренда. |
|            | Якір Інглефільда   | Схожий на якір Мартіна, але не має штока і споряджений скобою на тренді для гака кат-талів і ще двома скобами на веретені. |
|            | Кліп-анкер         | Запатентований у 1908 році англійським інженером Гріффіном. Працює за принципом якоря Холла, але не має важкої і масивної коробки в основі. Лапи кліп-анкера зближені і подовжені, а також мають досить широкі захвати, що уможливлює йому швидко заглиблюватися в ґрунт. |
|            | Якір Марреля       | Винайдений у 1856 році французьким інженером Маррелем, один з перших втяжних якорів, призначених для суден, обладнаних якірними клюзами. Має прямі роги з дуже широкими лопатоподібними лапами, що уможливлюють досить швидко укріплятися в ґрунті. Якір неодноразово модернізувався, рогам надавався вигин і на коробці з'являлися приливки (якір Марреля — Фрере), змінювалися пристрої обмеження повороту рогів (якір Марреля — Різбека). |
|            | Якір Матросова     | Винайдений 1946 року радянським інженером І. Р. Матросовим. Працює за принципом якоря Холла, при цьому значною мірою позбавлений його недоліків. Лапи якоря Матросова зближені і всьому якорю надано обтічної форми, що уможливлює йому глибше йти в ґрунт. Для надання якорю стійкості на зовнішніх крайках лап були зроблені приливки з фланцями на кінцях. Якір входить у ґрунт за принципом кривошипного механізму: веретено повертається відносно бічних приливків так, що при натягу якірного ланцюга воно виконує роль шатуна, розвертаючи лапи якоря по осі обертання. Якір швидко входить у ґрунт і не виходить з нього при розвороті судна на 360 градусів. Тримна сила цього якоря понад у чотири рази більше, ніж в адміралтейського якоря такої ж ваги. |
|            | Якір Сайкса        | Якір з кульовим шарніром, що уможливлює лапам рухатися в будь-якому напрямку. |
|            | Якір Сміта         | Винайдений 1871 року англійським інженером Вільямом Вестенейсом Смітом (William Wasteneys Smith). |
|            | Якір Тайзака       | Має чотири лапи: дві крайні і дві коротші на тренді в площині веретена. Середні малі лапи служать для первісного розвороту лап, а також для збільшення затримної сили якоря. |
|            | Якір Хейна         | Розроблений на початку 1920-х років німецьким інженером з Бремена Генріхом Хейном. Є вдосконаленням якоря Холла, що усунуло багато його недоліків. Лапи якоря максимально зближені і лита коробка не має виступаючих під прямим кутом захватів, наближаючись до обтічної форми. Коробка має великі приливки, які працюють як шток, запобігаючи перекиданню якоря при вході в ґрунт і тим самим компенсуючи зближення лап. Скоси на коробці і на цьому імпровізованому штоку служать напрямними площинами для лап якоря на ґрунті і під дією власної ваги якір починає зариватися в нього при протягуванні. Вся конструкція збалансована таким чином, що лапи якоря не можуть розвернутися в протилежну від ґрунту сторону. Тримна сила якоря Хейна в чотири рази вище, ніж у якоря Холла. |
|            | Якір Холла         | Винайдений у 1885 році англійцем Дж. Ф. Холлом (John Francis Hall), керуючим фірми William Jessop and Sons. Якір з плоскими лапами, що повертаються на осі. Основних деталей всього дві: веретено і коробка з лапами. Ранні варіанти мали ще й шток у вигляді пластини біля скоби, надалі від штока Холл відмовився. При складанні веретено просилюють крізь коробку, потім в коробку вставляють два болти, що замикають веретено. Коробка хитається на виступах (поперечної осі) веретена. Кут відхилення лап в 45° обмежений пазом в коробці. До тонкого чотиригранного кінця веретена за допомогою болта приєднується скоба якоря. Приливки на лапах і коробці служать для того, щоб сприяти їх поверненню і заглибленню в ґрунт. Для збільшення тримної сили лап приливки їх забезпечені лопатоподібними потовщеннями. Цей якір був революційним для свого часу, але його конструкція швидко застаріла, бо не була позбавлена істотних недоліків (відносна тримна сила щодо ваги менша, ніж в адміралтейського, незручність при втяганні в клюз та ін.), але вдосконалені варіанти якоря Холла (якір «Юніон», кліп-анкер, шпек-анкер, якір Баєрса, якір Матросова) широко застосовуються і досі. |
|            | Шпек-анкер         | Розроблений у 1950 році голландським інженером Шпекснейдером. Є вдосконаленням якоря Холла. Центр ваги головної частини перенесений на вісь її обертання. Коли лапи якоря торкаються корпусу судна при підйомі, його врівноважена головна частина повертається і лапи відводяться від борту. Коробка якоря Шпекснейдера закінчується опорною плитою, яка розташована далі від осі обертання, ніж лопатоподібні приливки на коробці якоря Холла. Ця плита добре розгортає лапи для зачеплення якоря за ґрунт. |
|            | Якір «Юніон»       | Являє собою модифікацію якоря Холла, відрізняється від нього подовженими і ширшими лапами, коротшим веретеном, на якому немає гострих граней. Веретено сполучено з коробкою кульовим з'єднанням і може відхилятися в сторони на 10 градусів. |
|            | Чотирирогий якір   | Тип якоря з чотирма рогами, симетрично прикріпленими до тренда. Застосовується переважно на малих, рибальських суднах і на шлюпках. Характеризуються значною утримувальною здатністю, але з огляду на великі розміри використовуються рідко. Допоміжні якорі-кішки часто бувають чотирирогими. |
|            | Грибоподібний якір | Якір, який замість рогів і лап має утримувальний елемент у вигляді сферичного сегмента. Застосовується з 1850-х років, переважно для тривалого закріплення плавучих об'єктів (наприклад, плавучих маяків). Широко використовується в районах з великими приливно-відливними течіями або сильними вітрами. При великих розмірах грибоподібний якір демонструє добру тримну здатність. Невеликі грибоподібні якорі використовуються на гумових надувних човнах, де звичайні якорі з гострими лапами можуть становити небезпеку для оболонки. |
|            | Якір-плуг          | Складається з веретена і єдиного рога-лемеша, сполучених між собою шарнірним з'єднанням. Його розраховують таким чином, що як навіть якір впаде на дно вістрям лапи вгору, то під натягом якірного каната він обов'язково перевернеться і заглибиться в ґрунт. Подібно рільницькому плугу, цей якір швидко заглиблюється в ґрунт при протягуванні по дну, але потім його опір руху різко зростає і він надійно зупиняє судно. |
|            | Якір «Рокна»       | Винайдений новозеландським моряком Пітером Смітом, використовується з 2004 року. Схожий на якір-плуг і якір Брюса, але має скобу на протилежному рогу боці, яка розвертає якір лапою до дна. |

### Спеціальні якорі

#### Льодовий якір
Льодовий якір являє собою гак, який вставляють в лунку в льоді або закріплюють за виступаючу частину крижини. Має 1-2 скоби (друга розташовується на вигині гака); до скоби в основі, як до рима, кріпиться швартовний трос. Входить до спорядження суден, які постійно плавають в арктичних водах.

#### Мертвий якір
Служить для тривалого закріплення плавучих об'єктів (швартових бочок, бриделів, буїв, плавучих маяків тощо), встановлюється на місце плавучим краном або кілектором, рідше водолазом.

#### Якір відтягнення
Якір, який використовується разом з головним якорем, коли останній не здатний зберегти необхідний натяг якірного ланцюга.

#### Верп
Верп (нід. werp) — допоміжний якір, використовуваний зокрема, для зняття судна з мілини способом підтягання. Найбільший зі суднових верпів називається стоп-анкер.

## Застосування

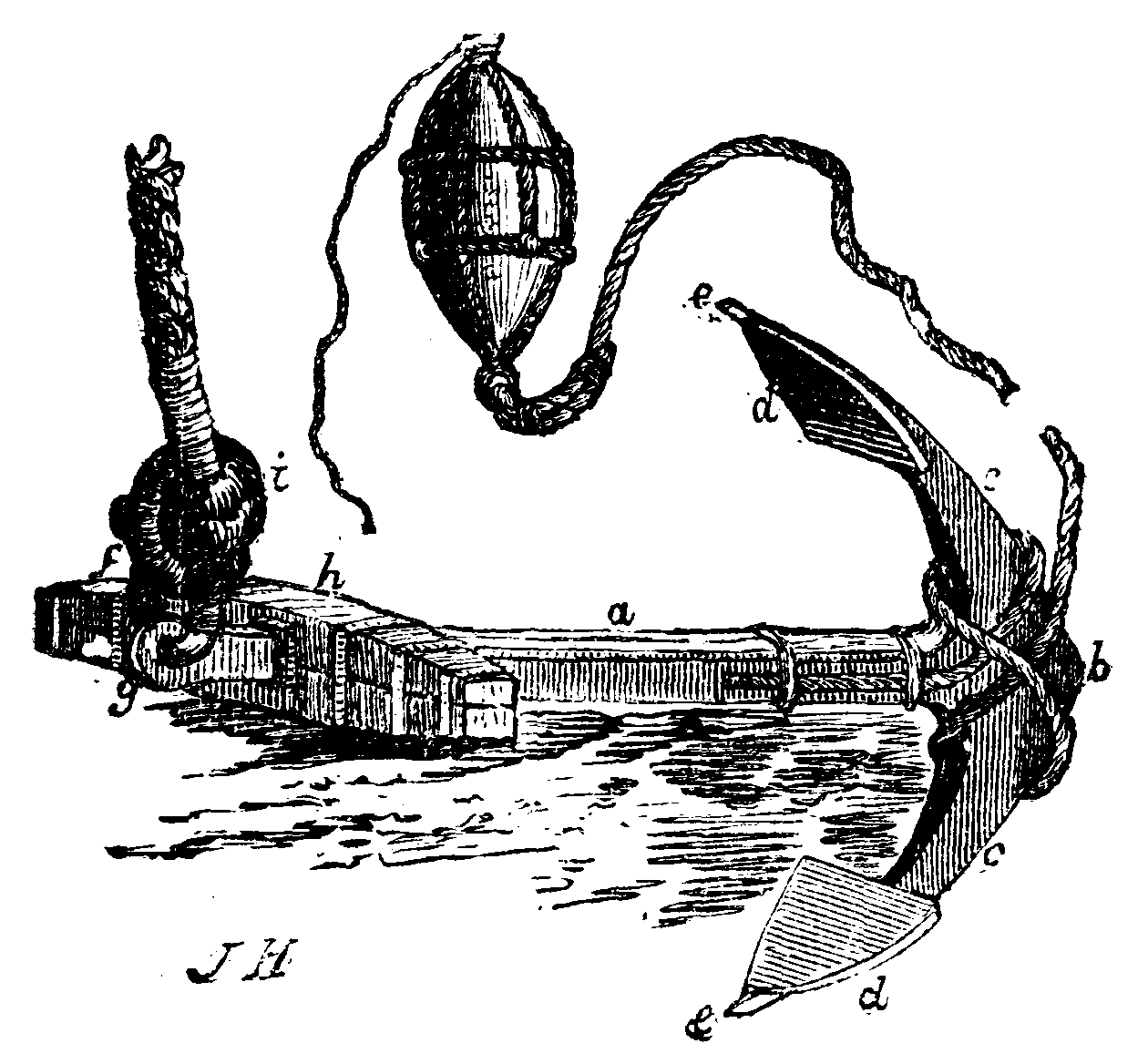
Адміралтейський якір з томбуєм і буйрепом.

Кат-балка, кат-талі з гакаблоком і якірна машинка

Будучи опущеним на дно, якір лягає на ґрунт, входячи в нього лапами. У якорів зі штоком перпендикулярне положення рога до ґрунту забезпечує шток, у якорів без штока — рухомі лапи. До тренда якоря кріпиться трос — буйреп, з'єднаний з томбуєм — спеціальним буйком, що розташовуючись на поверхні моря над якорем, вказує на його місцезнаходження. Якірний ланцюг кріпиться до корпусу за допомогою жвака-галса (або пристрою швидкої віддачі якоря), що уможливлює за потреби швидко його від'єднати. Щоб при змінах вітру або течії утримати судно лагом до вітру (течії), до якоря (або до його ланцюга) кріплять поданий з корми трос — шпринг. Для полегшення якірної стоянки на рейді практикується кріплення якірного ланцюга до швартової бочки або до бриделя.
Опускання і підйом якорів проводиться якірним пристроєм, що включає в себе якірний ланцюг, якірну лебідку (шпиль, брашпиль), якірні стопори і ланцюговий ящик. Підняті з води безштокові якорі підтягають прямо до клюза (на невеликих суднах до кіпових планок) і частково втягують у нього. Якорі зі штоками не можуть увійти веретеном у клюз, тому їх після виходу з води підтягають до борту катом (сталевим горденем зі шкентелем і гаком) і кат-талями на кат-балці (це називається «взяти на кат»). У піднятому положенні якір утримується за скобу коротким тросом чи ланцюгом — пертулінем. У горизонтальне положення веретено приводиться за допомогою фіш-талів, які закладаються за лапи і підіймаються на фіш-балці, в цьому положенні він кріпиться за лапи (чи тренд) тросом чи ланцюгом — рустовом (це називається «взяти на рустов»), шток підтягається до борту анкершток-талями, а одна з лап впирається на виступ у борті — якірну подушку (для кріплення по-похідному якір кріпили найтовом до кнехтів або бітенгів). Для віддавання якоря було потрібно спочатку зняти найтови, потім віддати рустов, перевівши якір у вертикальне положення під кат-балкою, і нарешті віддати пертулінь. У XIX столітті для одночасного звільнення якоря від пертуліня і рустова став застосовуватися пристрій — так звана «якірна машинка»: закріплений у двох скобах горизонтальний стрижень, на два виступи якого надівали ланцюгові пертулінь і рустов; поворотом стрижня навколо осі можна було повернути виступи донизу, звільнивши тим самим кріплення. Пізніше могла застосовуватися тільки одна якірна балка, за допомогою якої здійснюється і взяття якоря «на кат», і підтягання його тренда до борту.

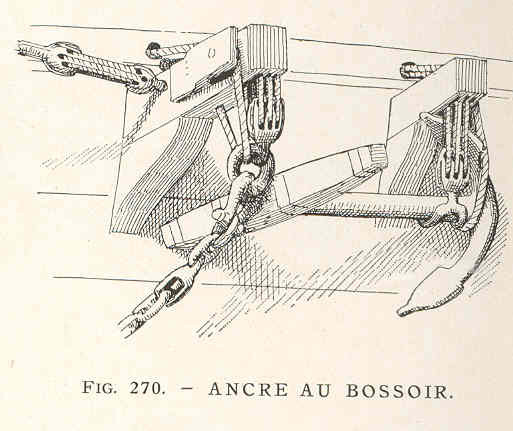
Якір на кат- і фіш-талях
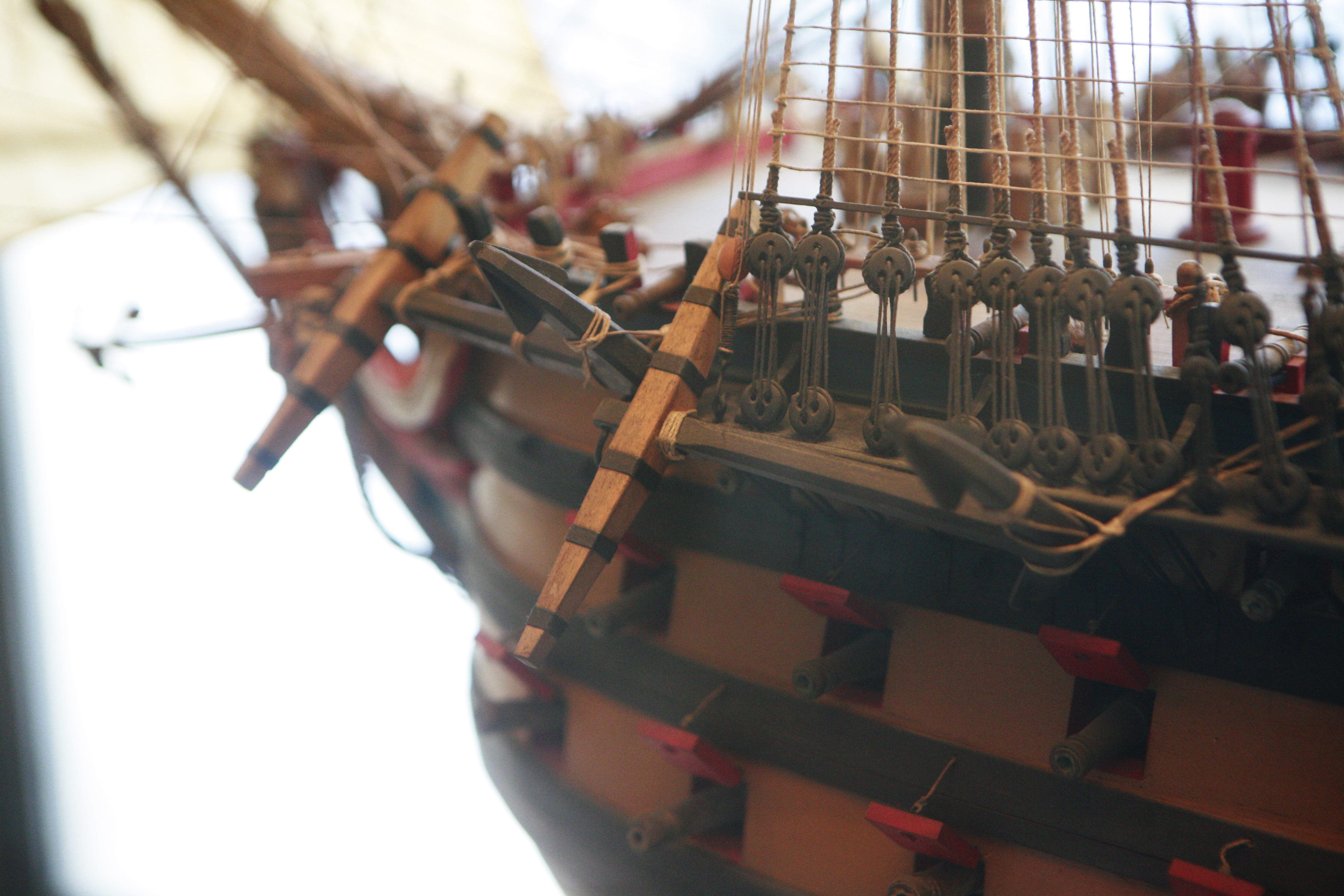
Закріплені по-походному якорі на моделі корабля XVIII ст.
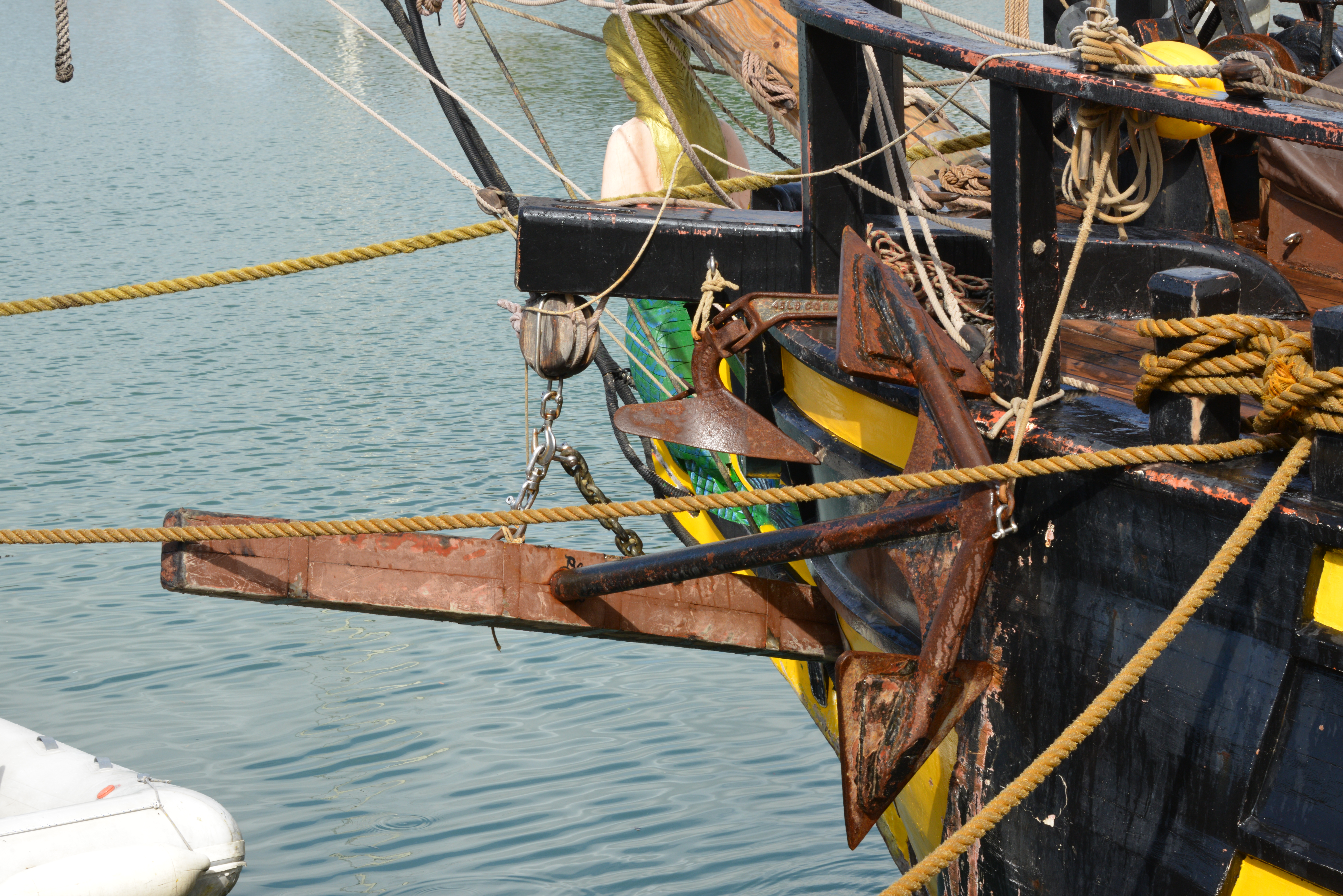
Якір у горизонтальному положенні, підвішений за тренд на рустові
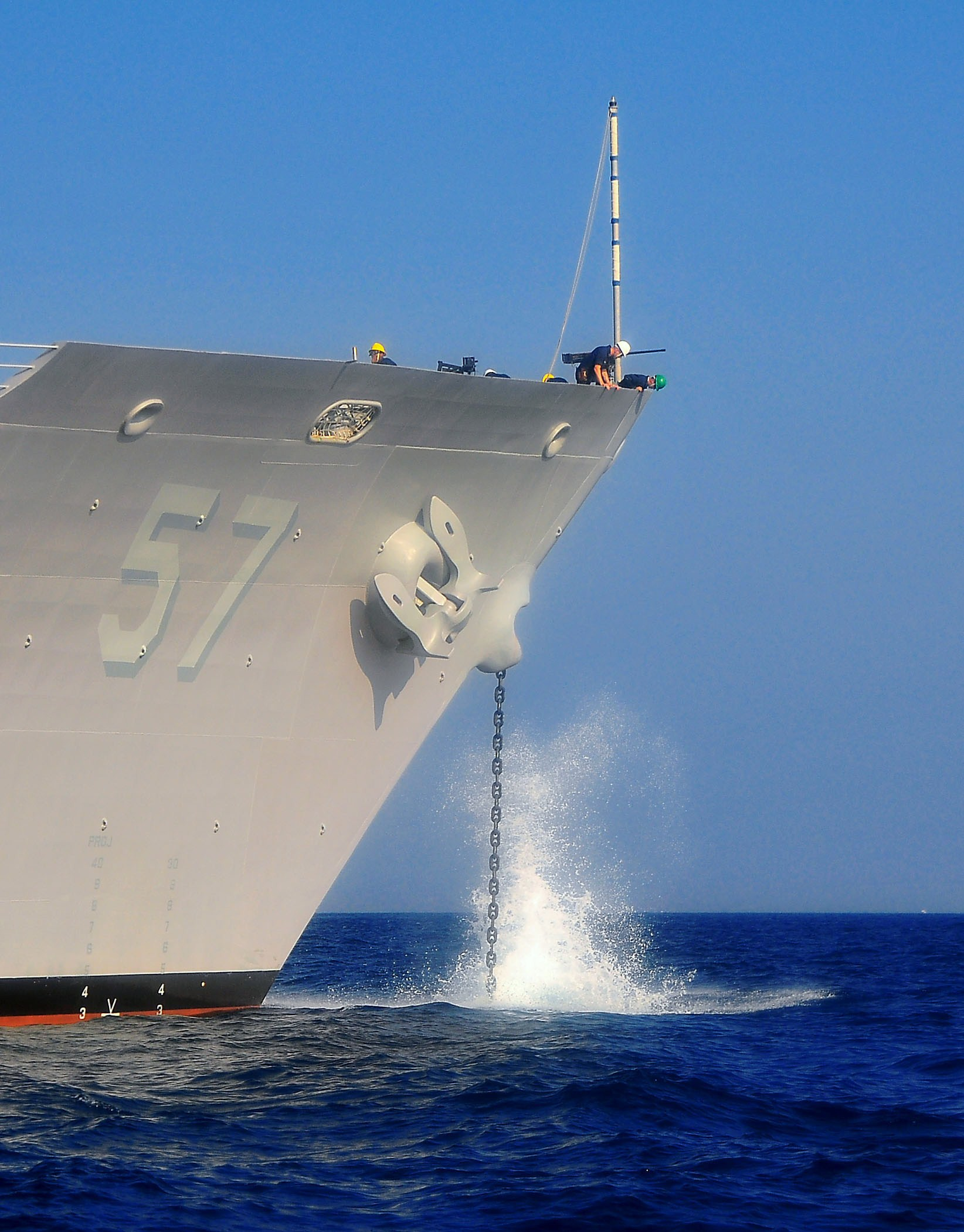
Безштоковий якір у клюзі
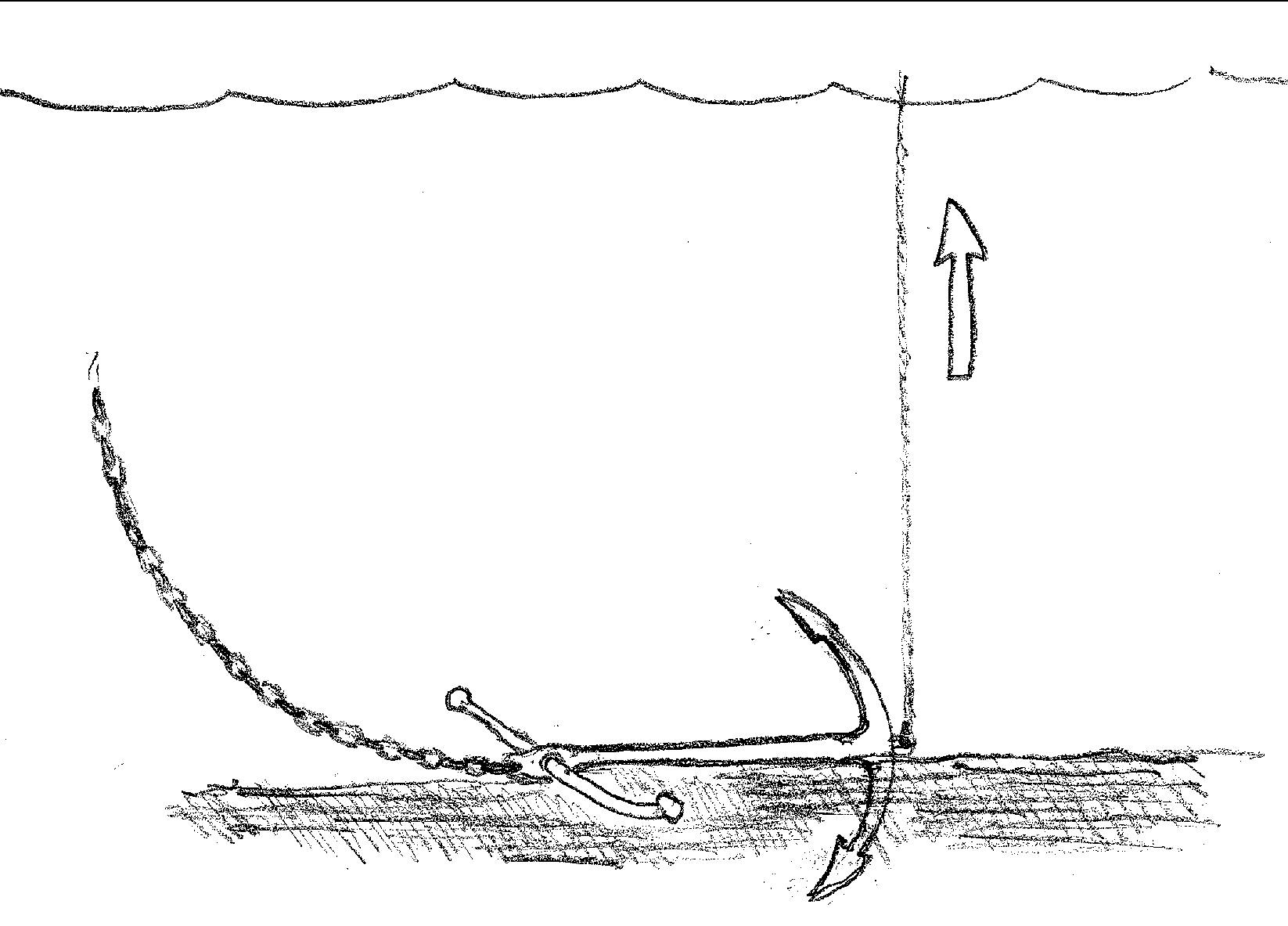
Адміралтейський якір з буйрепом на дні
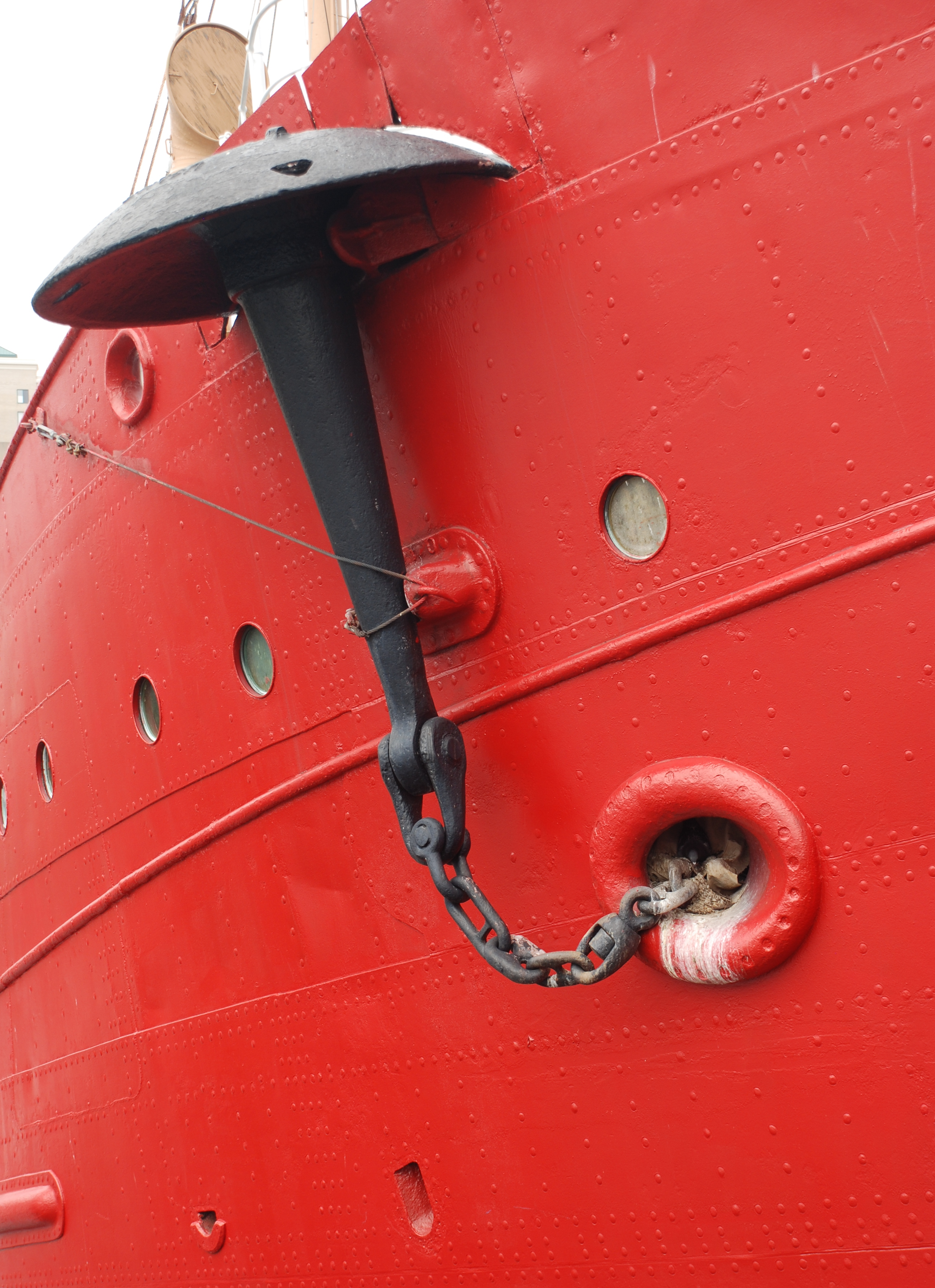
Грибоподібний якір, взятий на рустов
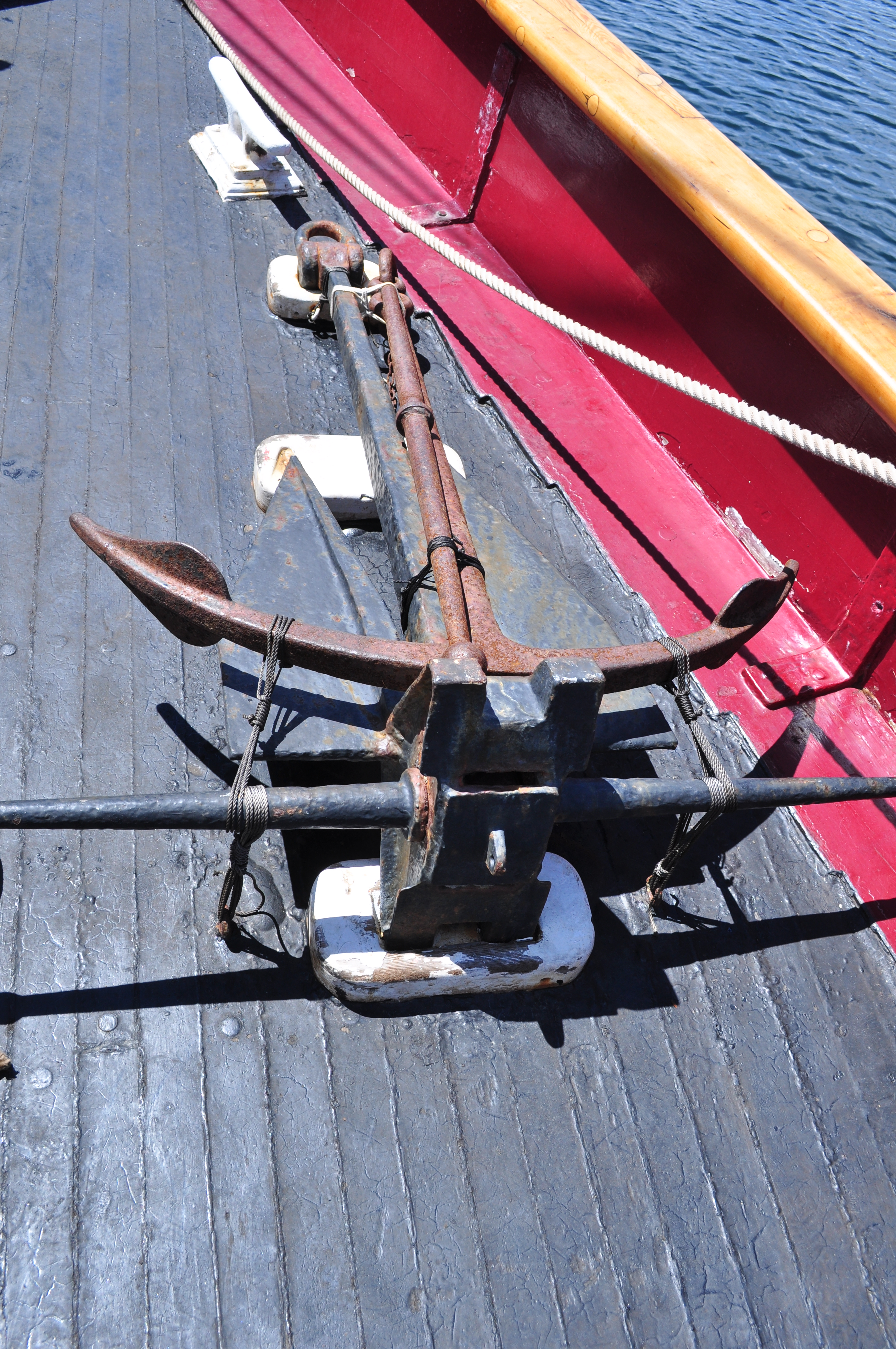
Якорі на палубі

При підйомі якоря важливо не зачепити ним підводний кабель, чужий якірний ланцюг тощо. Якір, що не підняв з собою сторонній предмет, називається «чистим», і на місток з бака подається відповідна доповідь.

## Плавучий якір
За способом дії аналогічний парашуту, теж виготовляється з тканини. Опускається за борт і закріпляється канатом на носі судна. Призначення плавучого якоря — утримувати дрейфуюче судно носом проти вітру. Входить у комплект рятувального плота.

## Символізм

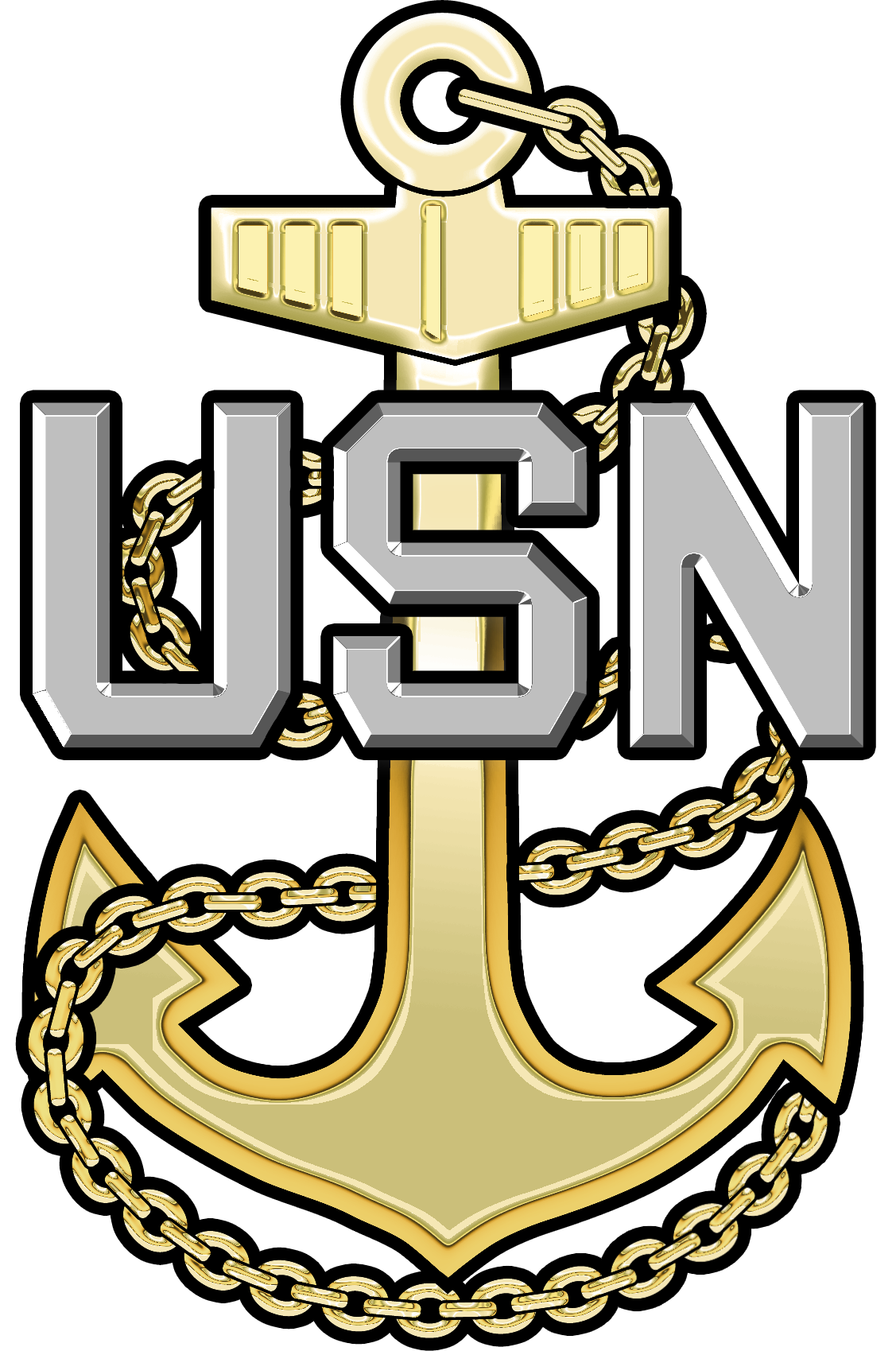
Емблема головного старшини ВМФ США

Якір є символом морської справи, його зображення широко використовуєтьс на флотських емблемах.
У християнстві якір символізує надію: за словами апостола Павла, «хто прибіг прийняти надію, що лежить перед нами, що вони для душі як котвиця, міцна та безпечна» (Євр. 6:18-19). Оформлений у вигляді хреста якір називають Климентівським хрестом (хрест-якорем).